# زیردریایی یو-۶۰۸
زیردریایی یو-۶۰۸ (به انگلیسی: German submarine U-608) یک زیردریایی بود که طول آن ۶۷٫۱ متر (۲۲۰ فوت ۲ اینچ) بود. این زیردریایی در سال ۱۹۴۱ ساخته شد.